# 小水门大桥
小水门大桥是浙江省丽水市一座跨瓯江中游大溪段桥梁，位于丽水市莲都区万象街道括苍路南端。大桥全长338米，宽26米，其中车行道21米，两侧各设人行道和栏杆2.5米，最大跨径46米，共7孔。
小水门大桥现址上游百余米处，原有一条始建于宋代的浮桥——平政桥，又称济川桥。大桥于1981年11月14日动工，1983年12月25日竣工验收，同年12月30日正式举行通车典礼。2002年1月开始大桥改扩建，工程分两期实施：一期保留老桥通行，在下游拼一幅新桥，在桥拼幅通车后，实施二期老桥拆除改造工程，2004年4月工程竣工。